# Eutério (homem claríssimo)
Eutério (em latim: Eutherius) foi um oficial romano do século V ou VI. Um homem claríssimo, nada se sabe sobre sua carreira ou vida, exceto que foi sepultado em Roma.